# Vřesovice, Hodonín
Vřesovice là một làng thuộc huyện Hodonín, vùng Jihomoravský, Cộng hòa Séc.